# 陳彼得
陳彼得（1943年8月12日—2025年6月14日），原名陈晓因，曾用藝名夏雲飛，台灣男歌手、词曲作家、音樂製作人，為台灣國語流行音樂第一位將美國饒舌元素帶入國語歌曲的歌手。

## 早年
出生於成都，1947年3歲時隨父母親搬遷到台北市。作為歌手於1971年發行《玫瑰安娜》專輯、1979年《我的驕傲》(藝名夏雲飛)、1982年《也是情歌》、1983年《嫦娥》、1984《吾愛吾師/幾度夕陽紅》。
其實1973年時，陳彼得就替人稱台灣一代妖姬的崔苔菁創作了《歡樂年華》一曲。

## 音樂風格與評價
1970年代起除了為崔苔菁創作好幾首走紅的歌曲之外，受到美國流行音樂樂風影響，將R&B、搖滾置於國語流行歌曲裡，曾經為許多1980年代國語流行音樂歌手：江淑娜、陽帆、劉文正製作專輯唱片。
少部份自行歌唱歌曲曲風活潑輕快：《阿里巴巴》、《也是情歌》都極為成功及受到市場聽眾歡迎。
不过一直以来有个广泛的误解，认为《阿里巴巴》是陳彼得创作的。其实《阿里巴巴》原曲是用德國樂團Boney M. 的〈Rasputin〉。Boney M.是來自德國的 disco / euro-caribbean 流行樂團，在 1970 年代末和 1980 年代初極受歡迎。Rasputin這首歌於 1978 年發行。

## 近況
2002年起置產居住於北京創辦音樂工作室作曲。
2018年，参加《经典咏流传》、《2018中国好声音》。
2024年，演唱了遊戲《黑神話 悟空》的章節歌曲:不由己

## 感情生活
育有一女三子，目前皆定居台灣。其中長子陳熙(原名陳錚)為唱作歌手，曾為Why Not及咻比嘟嘩前成員。三儿子陈与钟

## 經歷
臺灣電視公司綜藝節目《鬱金香》，主題曲、片頭、片尾都是陳彼得一手包辦。
陳彼得接受新聞媒體採訪，自稱於1988年在台灣歐陽菲菲某一場演唱會上助唱到一半，就離開會場，搭機前往中國大陸發展演藝事業；至2004年底前，共在大陸唱過20餘場大型演唱會。

## 作品

### 個人專輯
- 《吾爱吾师·几度夕阳红》曉榮唱片 1986年
- 《嫦娥》 光美唱片 1983年, 其中「嫦娥」一曲是和女兒陳欣怡合唱
- 《歸雁》(收錄「幾度夕陽紅」、「小丑」、「揚帆」、「無言的結局」、「不一樣」) 1982年 上海音像
- 《也是情歌》(收錄「阿里巴巴」、「也是情歌」) 首張個人專輯 東尼機構 1981年

### 詞曲創作
《歡樂年華》(崔苔菁唱)、《乘風破浪》(崔苔菁唱)、《煙火》(崔苔菁唱)、《默許》(崔苔菁唱)、《遲到》(劉文正唱)、《阿里巴巴》、《也是情歌》、《幾度夕陽紅》、《一段情》(劉文正唱)、《陽光爲什麽不來》(賈思樂唱)、《熱情的夏季》(費玉清唱)、《嫦娥》、《我的她》(沈雁唱)、《故事的真相》(楊林唱)

## 爭議
2019年，陳彼得於廣東衛視《流淌的歌聲》節目中現場演唱《一翦梅》時，自稱「36年前我寫了這首歌」。但事實上，一翦梅的作曲者是時任歌林唱片課長的陳信義，筆名陳怡，而非本名陳曉因的陳彼得。